# تاكاماسا ساكاي
تاكاماسا ساكاي (باليابانية: 酒井 貴政) (18 مايو 1988 في كورشي في اليابان – )؛ هو لاعب كرة قدم ياباني سابق كان يلعب كلاعب وسط.

## وصلات خارجية
- تاكاماسا ساكاي على موقع رابطة كرة القدم اليابانية للمحترفين (اليابانية)
- تاكاماسا ساكاي على موقع Soccerway.com (الإنجليزية)